# Aerides savageana
Aerides savageana là một loài thực vật có hoa trong họ Lan. Loài này được A.H.Kent mô tả khoa học đầu tiên năm 1891.